# Pierre-Basile Mignault

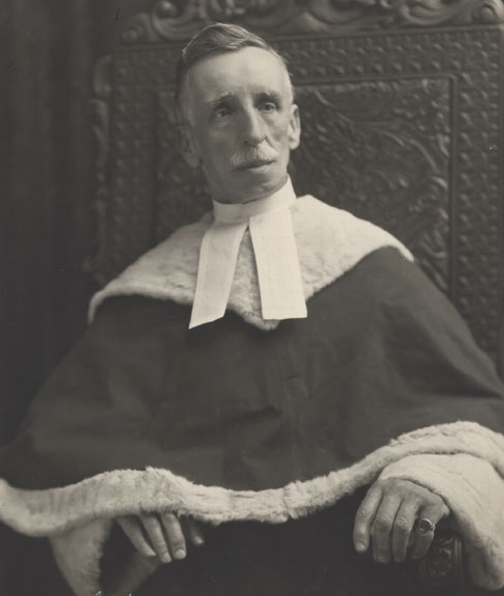
Pierre-Basile Mignault

Pierre-Basile Mignault (* 30. September 1854 in Worcester, Massachusetts; † 15. Oktober 1945) war ein kanadischer Jurist, der zwischen 1918 und 1929 Richter am Obersten Gerichtshof von Kanada war.

## Leben
Mignault, Sohn von Pierre-Basile Mignault und Catherine O’Callaghan, begann nach dem Schulbesuch ein Studium der Rechtswissenschaften an der McGill University und schloss dieses 1878 mit einem Bachelor of Civil Law (B.C.L.) ab. Daneben arbeitete er als Angestellter in der in Montreal ansässigen Anwaltskanzlei Mousseau, Chapleau et Archambault. Nach seiner anwaltlichen Zulassung eröffnete er 1878 als Rechtsanwalt eine eigene Kanzlei in Montreal und war 1906 Präsident der dortigen Anwaltskammer. Daneben unterrichtete er zwischen 1908 und 1914 als Professor für Zivilrecht an der McGill University und veröffentlichte mehrere Fachbücher wie Manuel de droit parlementaire, Traité de droit paroissial sowie das neunbändige Traité de droit civil. Er war zudem von 1914 bis 1918 Mitglied der US-amerikanisch-kanadischen Internationalen Gemeinsamen Kommission, die nach ihrer Gründung 1909 mit Angelegenheiten der Grenze zwischen Kanada und den Vereinigten Staaten entlang der Großen Seen befasst war.
Am 25. Oktober 1918 erfolgte seine Berufung zum Richter am Obersten Gerichtshof von Kanada durch Premierminister Robert Borden. Er gehörte dem Obersten Gerichtshof bis zu seinem Rücktritt am 30. September 1929 an. Er war der einzige Richter des Obersten Gerichtshofes, der von Premierminister Robert Borden ernannt wurde.